# 梁川希望之森公園前車站

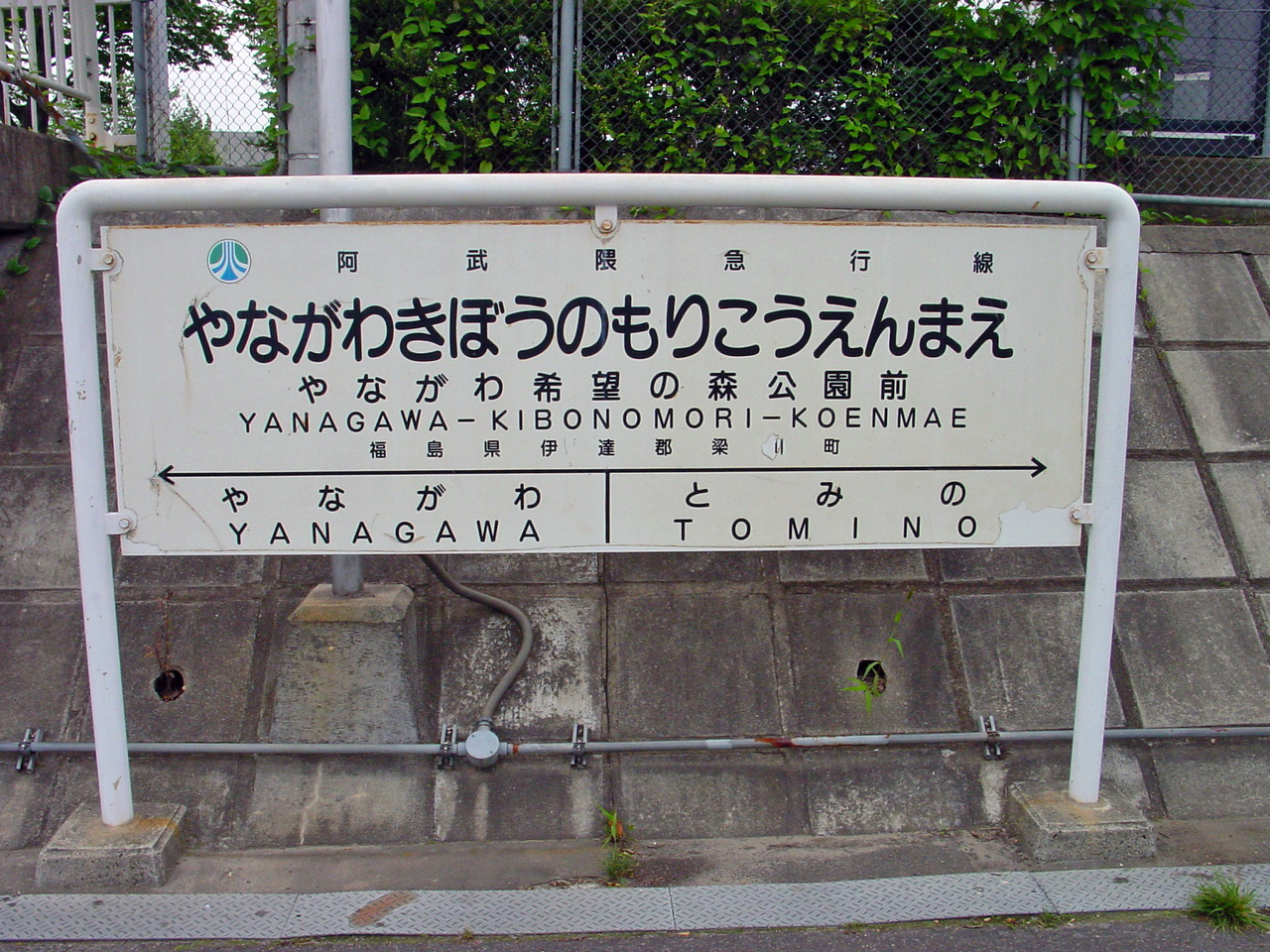
站名牌（2003年7月）

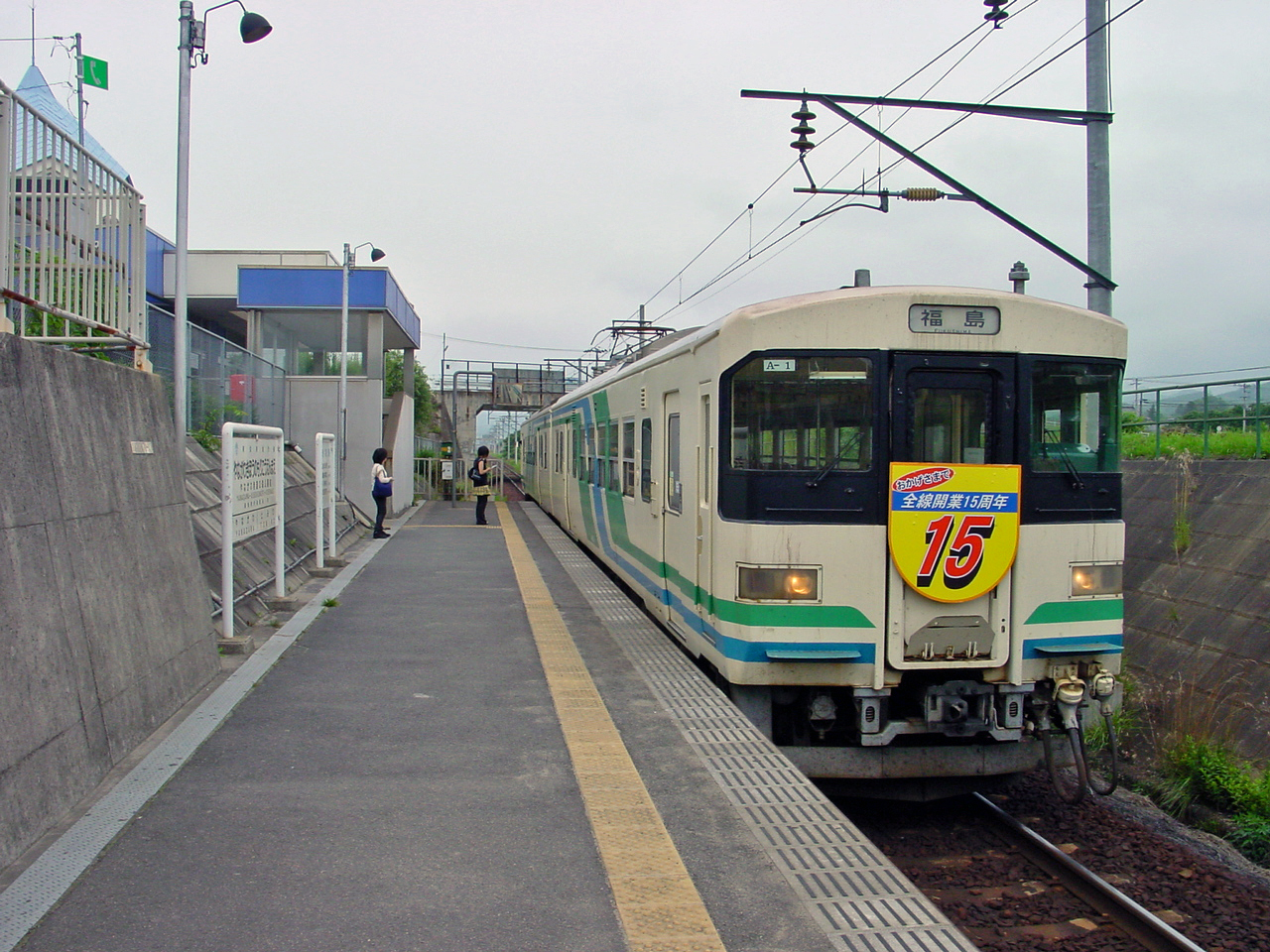
月台（2003年7月）

梁川希望之森公園前車站（日语：／ Yanagawa-Kibonomori-Koenmae eki */?）位於日本福島縣伊達市梁川町字北町頭，阿武隈急行線的鐵道站。站名若以假名書寫長達16字，與南阿蘇鐵道高森线上的「阿蘇下田城Fureai溫泉站」並列日本第五長。
本站廣告標語（Slogan）為「櫻之園（日语：／ Sakura no sono）」。

## 歷史
- 1988年 7月1日 - 開業。
- 1989年 7月1日 - 站舍完工。
- 2011年 4月1日 - 變更為無人車站。由於日本東北地方太平洋近海地震（東日本大震災）導致暫停營運，因此事實上同年3月11日是本站有人值守的最後營業日。

## 車站構造
地面車站，設有一座側式月台。自2011年4月1日起變更為無人車站。

## 利用狀況
- 阿武隈急行 --- 2016年的每日平均乘車人次為203人 [1] 。
- 下表顯示了近年來每年乘車人次的變化。

| 乘車人次變化 | 乘車人次變化     |
| 年度         | 每日平均乘車人次 |
| ------------ | ---------------- |
| 2000         | 405              |
| 2001         | 397              |
| 2002         | 373              |
| 2003         | 359              |
| 2004         | 345              |
| 2005         | 337              |
| 2006         | 310              |
| 2007         | 303              |
| 2008         | 307              |
| 2009         | 277              |
| 2010         | 227              |
| 2011         | 164              |
| 2012         | 216              |
| 2013         | 216              |
| 2014         | 219              |
| 2015         | 197              |
| 2016         | 203              |

## 車站周邊
- 梁川希望之森公園
- 梁川郵便局
- 梁川體育館
- 梁川游泳池
- 梁川城遺址
- 福島縣立梁川高等學校

## 其他
本站是通往梁川希望之森公園的門戶，於2002年被選定為東北車站百選之一。

## 鄰近車站
阿武隈急行
■ 阿武隈急行線
梁川－梁川希望之森公園前－富野

## 腳註
1. ↑  .   [2020-12-26]. （原始内容存档于2018-06-08）.